# Gogtram

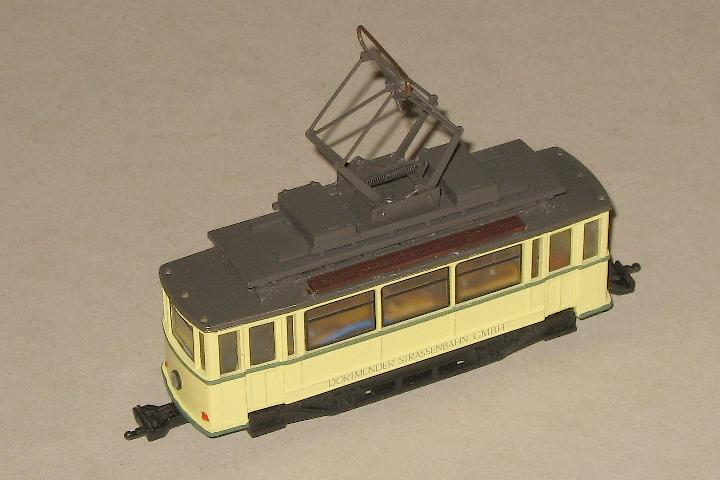
Motorwagen der Dortmunder Straßenbahnen

Gogtram (Hugo Gog) war ein Hersteller von Modellstraßenbahnen aus Ulm.

## Geschichte
Eine Firma wurde offenbar nicht gegründet. So findet sich weder im Handelsregister von Ulm ein Eintrag auf eine Firma mit diesem Namen, noch wurde in Katalogen und Veröffentlichungen eine Rechtsform genannt. Mit dem Modellbau wurde 1975 begonnen, ein erster Katalog erschien dann 1977 unter dem Namen Arbeitsgemeinschaft Strassenbahnmodelle. Ab 1978 wurden Kataloge unter dem Namen Gogtram veröffentlicht – der letzte Katalog trägt den Jahresstempel 1985, während die Produktion schon etwa 1981 auslief. 2002 wurde über ADM München und Ladegüter Bauer eine Neuauflage eines Gogtram-Modells bei „ausreichender Nachfrage“ angekündigt, die bis heute ausblieb.
Einige Internet-Gewerbeverzeichnisse finden heute noch „Hugo Gog – chemische Erzeugnisse“ unter der für Gogtram und „Arbeitsgemeinschaft Strassenbahnmodelle“ verwendeten Adresse in Ulm.

## Produkte
Alle Modelle wurden in der Nenngröße H0, im Maßstab 1:87 produziert. Durch Wechselachsen konnten die Modelle sowohl auf Gleisen der Spur H0 (Normalspur beim Vorbild mit einer Modellspurweite 16,5 mm) wie auch auf Gleisen der Spur H0m oder TT (Meterspur beim Vorbild, Modellspurweite 12 mm) fahren. Alle Straßenbahnen wurden mit einer automatischen Gogtram-Kupplung ausgestattet.

### Zweiachsiges Grundmodell kurz (94mm)
Modell eines Straßenbahn-Typs der Firma Herbrand & Cie., Köln, gebaut in den Jahren 1910 bis 1912. Das kurze zweiachsige Grundmodell wurde in einer Vielzahl von Farb- und Ausführungsvarianten (Laternen, Schlepp- oder Tonnendach, Trieb- oder Beiwagen, diverse Frontfenster- und Stirnleuchten) produziert.

### Zweiachsiges Grundmodell lang (105mm)
Die lange Ausführung ergänzte das Sortiment im letzten Produktionsjahr 1981 – eine breite Variante wie beim kurzen zweiachsigen Grundmodell unterblieb.

### Vierachsiges Grundmodell (136mm)
Grundmodell nach dem Vorbild der 1935/36 von der DÜWAG für die Rheinbahn als Vorläufer des vierachsigen Einheitsstraßenbahnwagens erbauten Reihe Rheinbahn 106–119.
Ausführung als elektrischer Triebwagen (dem Vorbild Tw 117 nachempfunden) mit einem oder zwei Pantographen oder als Dieseltriebwagen.

### Zubehör
Folgendes Zubehör wurde angeboten:
- Arbeitswagen und Schneepflug auf Straßenbahn-Fahrgestell
- Diverse Beschriftungsbögen
- Funktionsfähige Scharfenberg-Kupplung

Auch ein eigenes Gleis- und Oberleitungssystem war geplant, wurde aber nie realisiert.